# 230. pr. n. št.
230. pr. n. št. je sedmo desetletje v 3. stoletju pr. n. št. med letoma 239 pr. n. št. in 230 pr. n. št.. 